# Sheffield
Pronunciação
Sheffield é a sexta cidade mais populosa da Inglaterra. Localizada no condado de South Yorkshire possui (2004) uma população de mais de 500 000 habitantes. A sua aglomeração urbana tem cerca de 1.1 milhão de habitantes. É a casa do Sheffield FC o primeiro clube de futebol da história, fundado em 1857, e também do Sheffield Wednesday e Sheffield United, além de ser a cidade onde foram formadas as bandas de rock Def Leppard, Arctic Monkeys, Pulp e Bring Me The Horizon. Sheffield foi também cenário para um filme vencedor do Oscar: "Ou Tudo ou Nada. E é também a cidade natal do cantor, compositor e vocalista da banda Simply Red Mick Hucknall. É também a cidade natal de John Robert Cocker (Joe Cocker) (1944-2014), cantor e compositor, um dos nomes mais importantes da história do Rock, célebre por suas participações em Festivais como o de Woodstock de 1969 nos EUA e em outros do gênero.

## História

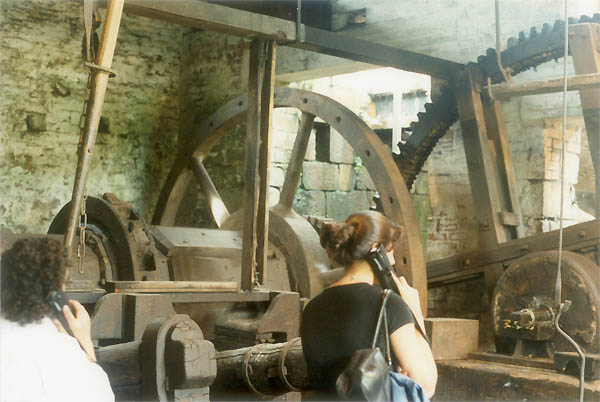
Maquinária movida a água, Abbeydale Industrial Hamlet, Sheffield

A cidade é muito antiga, com origens na Idade do Bronze, ou até antes. Há indícios na região, em Creswell Craggs, de habitação por homens da época do paleolítico. Na Idade do Ferro, no século I, a tribo celta "Brigantes" construiu uma fortaleza contra o avanço dos Romanos na área que hoje faz parte do bairro de Wincobank, no nordeste da cidade. Subsequentemente, uma estrada romana foi construída a norte de Sheffield, seções da qual ainda podem ser vistas em Stanage Edge.
O crescimento mais acentuado da cidade, nos tempos antigos, ocorreu quando os Saxões estabeleceram uma comunidade (Scafeld, ou Escafeld) na beirada do rio Sheaf. Em Dore (agora um bairro na região oeste da cidade), no ano de 829, o Rei Eanred de Northumbria assumiu a derrota do seu exército e se entregou ao seu rival, o Rei Egbert de Wessex, que assim se tornou o primeiro Rei Saxão de toda Inglaterra. O castelo de Sheffield, hoje destruído, datava do século XII.
Até ao século XIV, Sheffield tinha se tornado famosa pela qualidade das facas produzidas pela indústria local da época, e no século XVI assumiu uma posição de liderança na fabricação de talheres.
Em 1740 o Benjamin Huntsman desenvolveu o processo inovador de produzir aço tipo "Crucible Steel" na sua oficina no bairro de Handsworth. Este processo se tornou o processo principal mundial para a produção de aço até a invenção, pelo Henry Bessemer, na sua fábrica em Sheffield, do "Bessemer Convertor" que revolucionou a indústria siderúrgica internacional.
A cidade tornar-se-ia uma das fundações da revolução industrial no século XVIII.
Mais recentemente, em 1912, o Harry Brearly inventou o aço inoxidável numa das fábricas da cidade e os Profs. F. B. Pickering (da Politécnica de Sheffield, agora a Sheffield Hallam University) e Terry Gladman realizaram extensos trabalhos na pesquisa e desenvolvimento da metalurgia física de aço ao longo das décadas dos 1960, 1970 e 1980, os quais foram fundamentais na evolução dos modernos aços de baixa liga e alta resistência, tão essenciais no século XXI.

## Geografia

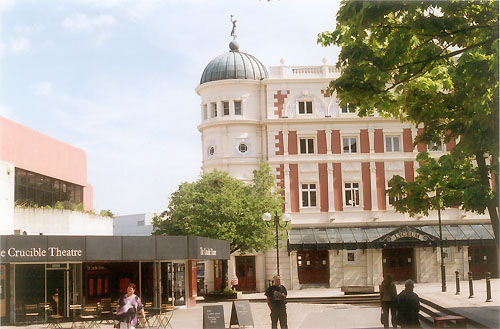
Teatros Lyceum (direita) e Crucible (esquerda), Sheffield, Yorkshire, Inglaterra

Sheffield, localizada a 53°23' norte, 1°28' oeste, fica na fronteira do Yorkshire com as florestas do Nottinghamshire e as montanhas e charnecas do Derbyshire. Historicamente, Sheffield fazia parte do "West Riding" de Yorkshire e, antes disso, o "Shire" Saxão de Hallamshire.
A cidade cresceu num vale entre sete colinas, na confluência de cinco rios: Don, Sheaf, Rivelin, Loxley e Porter.
Sheffield fica a leste do Parque Nacional do Peak District ("Distrito dos Picos", se referindo à Serra dos Pennines). Um terço da cidade fica dentro deste parque (nenhuma outra cidade inglesa possui território dentro de um parque nacional) e a cidade é citada como a mais verde do país, com 150 bosques e 50 parques públicos.
No Crucible Theatre realiza-se anualmente nem meados da primavera o campeonato mundial de snooker.

## Edifícios e instituições de interesse
Abbeydale Industrial Hamlet, Attercliffe Chapel
Beauchief Abbey, Birley Spa, Bishops' House, Broomhill Church
Cathedral Church of St Marie, Cobweb Bridge, Crucible Theatre, Cutlers Hall, Castelo de Sheffield (ruínas)
Don Valley Stadium
Hallam FM Arena, The "Hole in the Road"
Kelham Island Museum
Lady's Bridge, Lyceum Theatre
Millennium Galleries
National Centre for Popular Music
Park Hill Flats, Peace Gardens, Ponds Forge
Sheffield Arena, Sheffield Botanical Gardens, Sheffield Castle, Sheffield Cathedral, Sheffield City Hall, Sheffield College, Sheffield General Cemetery, Sheffield Hallam University, Sheffield Manor, Sheffield Star, Sheffield Town Hall, Sheffield Winter Gardens, Shepherd Wheel,  St. Mary's Parish Church, Handsworth
viaduto de Tinsley
Universidade de Sheffield

## Bairros da cidade de Sheffield
Attercliffe
Beauchief, Beighton, Birley, Broomhill, Burngreave
Chapeltown, Crookes, Crosspool
Darnall, Dore
Ecclesfield, Ecclesall
Firth Park, Fulwood
Gleadless, Grenoside
Handsworth, Heeley, Hillsborough
Jordanthorpe
Loxley
Manor, Meersbrook, Mosborough
Norfolk Park, Norton
Park Hill, Parson Cross
Sharrow, Stannington,
Tapton, Totley
Walkley, Woodhouse, Woodseats